# Street Lethal
Street Lethal es el álbum debut de la banda estadounidense de heavy metal Racer X, publicado en 1986 por Shrapnel Records. Fue subtitulado with Paul Gilbert, puesto que el guitarrista ya era conocido en la industria musical local debido a la columna «Spotlight» del productor Mike Varney, publicada constantemente en la revista Guitar Player. La parte instrumental de las canciones la escribió Paul Gilbert, mientras que las letras las realizó Jeff Martin. De ellas, destaca el tema instrumental «Y.R.O.», acrónimo de «Yngwie Rip-Off», ya que tiene similitudes con «Black Star» de Yngwie Malmsteen de su álbum Rising Force de 1984; incluso su línea de bajo es casi idéntica. Cabe señalar que «Y.R.O.» se incluyó en la banda sonora del videojuego Brutal Legend de 2009.

## Comentarios de la crítica
Tras su publicación recibió buenas críticas de la prensa especializada. Paul Henderson de la revista Kerrang! le dio cuatro estrellas de un total de cinco y elogió la estructura de las canciones. Además, afirmó que: «...avergonzaría a muchos de los llamados "grandes nombres" del hard rock». Andy Hinds de AllMusic le otorgó la misma calificación y mencionó que el álbum es: «Esencialmente una exhibición para el adolescente prodigio de la guitarra Paul Gilbert», y lo consideró como: «Hábilmente ejecutado, muy al estilo de Judas Priest».
Por su parte, Götz Kühnemund de la revista alemana Rock Hard le dio una puntuación de nueve sobre diez y señaló que «tiene una similitud con los primeros trabajos de Loudness y Anthem» y que era un «disco de inagotable talento». El escritor canadiense Martin Popoff lo calificó con seis sobre diez y destacó la combinación de la guitarra de Paul Gilbert con el shred y el speed metal.

## Lista de canciones
| N.º | Título                  | Escritor(es)          | Duración |  |
| 1.  | «Frenzy» (instrumental) | Gilbert               | 1:45     |  |
| 2.  | «Street Lethal»         | Gilbert, Martin       | 3:41     |  |
| 3.  | «Into the Night»        | Gilbert, Martin       | 3:34     |  |
| 4.  | «Blowin' Up the Radio»  | Gilbert, Martin       | 3:10     |  |
| 5.  | «Hotter Than Fire»      | Martin, Steve Fontano | 3:02     |  |
| 6.  | «On the Loose»          | Gilbert, Martin       | 3:07     |  |
| 7.  | «Loud and Clear»        | Gilbert, Martin       | 3:42     |  |
| 8.  | «Y.R.O.» (instrumental) | Gilbert               | 3:13     |  |
| 9.  | «Dangerous Love»        | Gilbert, Martin       | 3:13     |  |
| 10. | «Getaway»               | Gilbert, Martin       | 3:10     |  |
| 11. | «Rock It»               | Gilbert, Martin       | 3:58     |  |

## Músicos
- Jeff Martin: voz
- Paul Gilbert: guitarra
- Juan Alderete: bajo
- Harry Gschoesser: batería